# Rozumice
Rozumice (tyska Rösnitz) är en by i Opole vojvodskap i sydvästra Polen. Rozumice, som för första gången nämns i ett dokument från år 1335, hade 331 invånare år 2010.

## Personer från Rozumice
- Martin Fiebig (1891–1947), tysk general i Luftwaffe